# Carrizo Springs
Carrizo Springs település az Amerikai Egyesült Államok Texas államában, Dimmit megyében, melynek megyeszékhelye is. Lakosainak száma 4892 fő (2020. április 1.).

## Népesség
A település népességének változása:

| 2010 | 5 368 |
| 2020 | 4 892 |